# Hydraulischer Durchmesser
Der hydraulische Durchmesser {\displaystyle d_{h}} ist eine rechnerische Größe, die zur Berechnung von Druckverlust und Durchsatz in Rohren oder Kanälen herangezogen werden kann, wenn der Querschnitt des Rohres bzw. Kanals von der Kreisform abweicht. Die Anwendung des hydraulischen Durchmessers stellt für turbulente Strömungen eine gute Näherung dar, für laminare Strömungsverhältnisse kann sie jedoch zu erheblichen Fehlern führen. 
Der hydraulische Radius {\displaystyle r_{h}} ist ähnlich wie der hydraulische Durchmesser definiert und wird vor allem zur Berechnung von Strömungen in offenen Gerinnen angewendet.

## Hydraulischer Durchmesser

### Definition
Für Rohre mit kreisförmigem Querschnitt sind die Strömungsverhältnisse umfangreich dokumentiert. Die Berechnung des hydraulischen Durchmessers kann man als Versuch verstehen, für einen Strömungskanal mit einem beliebigen Querschnitt den Durchmesser desjenigen Rohres mit kreisförmigem Querschnitt zu ermitteln, das bei gleicher Länge und gleicher mittlerer Strömungsgeschwindigkeit {\displaystyle {\bar {v}}} den gleichen Druckverlust {\displaystyle \Delta p} wie der gegebene Strömungskanal aufweist. 
Bei einer ausgebildeten Rohrströmung stehen die Scherkräfte an der Rohrwand eines bestimmten Rohrabschnitts im Gleichgewicht mit den Druckkräften, die auf die Querschnittsflächen an der Zu- und Abströmung dieses Rohrabschnitts auftreten. Die Definition des hydraulischen Durchmessers geht von der Vorstellung aus, dass vergleichbare Verhältnisse vorliegen, wenn die Querschnittsfläche {\displaystyle A} und der benetzte Umfang {\displaystyle P} im gleichen Verhältnis zueinander stehen. Dabei ist bei Betrachtung des Querschnitts der benetzte Umfang die Länge der Kurve, an der das Fluid die Rohrwand berührt.
{\displaystyle d_{h}=4\cdot {\frac {A}{P}}}

### Beispiele
- Für die Strömung in einem Ringspalt der Breite {\displaystyle s={\frac {D-d}{2}}} zwischen zwei konzentrischen Rohren mit den Durchmessern D bzw. d ergibt sich

{\displaystyle d_{h}=4\cdot {\frac {{\tfrac {\pi }{4}}\cdot (D^{2}-d^{2})}{\pi \cdot (D+d)}}=D-d=2s}
- Für einen Kanal mit quadratischem Querschnitt der Seitenlänge {\displaystyle a} ergibt sich der hydraulische Durchmesser zu

{\displaystyle d_{h}=4\cdot {\frac {a^{2}}{4\cdot a}}=a}

### Begrenzte Anwendbarkeit
Für die meisten in der Praxis vorhandenen Fälle lassen sich mit Hilfe des hydraulischen Durchmessers die tatsächlich herrschenden Strömungsverhältnisse mit brauchbarer Genauigkeit ermitteln. Es können sich allerdings relevante Abweichungen ergeben, wenn die Form des Querschnitts auf bestimmte Weise von einem Kreis abweicht oder wenn laminare Strömungsverhältnisse vorliegen. Dazu hier zwei Beispiele:
- Form des betrachteten Querschnitts:

Für einen Querschnitt, der sich aus einem Kreis (Durchmesser d) und einem langen engen Spalt (Spaltbreite b) zusammensetzt („Kreis mit schmalem Fortsatz“) ergibt sich:
{\displaystyle d_{h}\approx {\frac {\pi d^{2}}{\pi d+2b}}}
Damit wäre {\displaystyle d_{h}<d}, woraus man einen höheren Druckverlust als im runden Rohr ermitteln würde. Tatsächlich hat der Spalt, sofern er eng genug ist, keinerlei Auswirkung auf den Druckverlust.
- Laminare Spaltströmung:

Für einen niedrigen breiten Spalt (Spaltbreite {\displaystyle b\gg } Spalthöhe {\displaystyle h}) ergibt sich ein hydraulischer Durchmesser von:
{\displaystyle d_{h}={\frac {4bh}{2b+2h}}\approx 2h}
Der Druckverlust in einem runden Rohr bei laminarer Strömung und mittlerer Geschwindigkeit {\displaystyle {\bar {v}}} ist mit dem Gesetz von Hagen-Poiseuille
{\displaystyle \Delta p_{\text{Kreisrohr}}={\frac {32\eta l{\bar {v}}}{d^{2}}}}
Damit wäre der Druckverlust im Spalt
{\displaystyle \Delta p_{{\text{Spalt}},dh}={\frac {8\eta l{\bar {v}}}{h^{2}}}}.
Für den niedrigen breiten Spalt lässt sich nach Hagen-Poiseuille auch direkt eine exakte Lösung angeben. Diese lautet
{\displaystyle \Delta p_{\text{Spalt, exakt}}={\frac {12\eta l{\bar {v}}}{h^{2}}}}.
Die Berechnung unter Zuhilfenahme von {\displaystyle d_{h}} liefert in diesem Fall also einen um 33 % zu geringen Druckverlust.

## Hydraulischer Radius
Der hydraulische Radius {\displaystyle r_{h}} ist der Quotient aus dem Strömungsquerschnitt A und dem benetzten Umfang {\displaystyle P}, wobei der Term {\displaystyle {\frac {d_{h}}{4}}} für kreisrunde Rohre gilt:
{\displaystyle r_{h}={\frac {A}{P}}={\frac {d_{h}}{4}}}
Besonders im Fall offener Gerinne ist {\displaystyle r_{h}} bequemer anwendbar als {\displaystyle d_{h}}.

### Beispiele für den hydraulischen Radius
|                                            |                                    |                                                                          |                                                          | |                                                    |
| ------------------------------------------ | ---------------------------------- | ------------------------------------------------------------------------ | -------------------------------------------------------- | --- | -------------------------------------------------- |
| Breite {\displaystyle B}                   | {\displaystyle b}                  | {\displaystyle b+2\cdot mh}                                              | {\displaystyle 2\cdot mh}                                | {\displaystyle \left(\sin {\frac {\theta }{2}}\right)\cdot D} oder {\displaystyle 2{\sqrt {h\cdot (D-h)}}} | {\displaystyle {\frac {3}{2}}{\frac {A}{h}}}       |
| Mittlere Wassertiefe                       | {\displaystyle h}                  | {\displaystyle {\frac {(b+mh)h}{b+2\cdot mh}}}                           | {\displaystyle {\frac {1}{2}}h}                          | {\displaystyle \left[{\frac {\theta -\sin \theta }{\sin {\frac {\theta }{2}}}}\right]{\frac {D}{8}}}       | {\displaystyle {\frac {2}{3}}h}                    |
| Querschnittsfläche {\displaystyle A}       | {\displaystyle b\cdot h}           | {\displaystyle (b+mh)\cdot {}h}                                          | {\displaystyle m\cdot h^{2}}                             | {\displaystyle {\frac {1}{8}}(\theta -\sin {\theta })\cdot {}D^{2}}                                        | {\displaystyle {\frac {2}{3}}Bh}                   |
| benetzter Umfang {\displaystyle P}         | {\displaystyle b+2h}               | {\displaystyle b+2\cdot {}h\cdot {}{\sqrt {1+m^{2}}}}                    | {\displaystyle 2h\cdot {}{\sqrt {1+m^{2}}}}              | {\displaystyle {\frac {1}{2}}\theta \cdot {}D}                                                             | {\displaystyle B+{\frac {8}{3}}{\frac {h^{2}}{B}}} |
| Hydraulischer Radius {\displaystyle r_{h}} | {\displaystyle {\frac {bh}{b+2h}}} | {\displaystyle {\frac {(b+mh)\cdot {}h}{b+2h\cdot {}{\sqrt {1+m^{2}}}}}} | {\displaystyle {\frac {mh}{2\cdot {}{\sqrt {1+m^{2}}}}}} | {\displaystyle {\frac {1}{4}}\left[1-{\frac {\sin \theta }{\theta }}\right]D}                              | {\displaystyle {\frac {2B^{2}h}{3B^{2}+8h^{2}}}}   |

## Ergänzende Begriffsklärung
Der hydraulische Durchmesser wird oft fälschlicherweise mit dem gleichwertigen oder auch äquivalenten Durchmesser, der in der Strömungstechnik weitestgehend unbekannt ist, gleichgesetzt. Der gleichwertige Durchmesser wurde in der Lüftungstechnik eingeführt und hat nur dort eine praktische Bedeutung erlangt. Er basiert nicht auf einem allgemein anerkannten Ersatzmodell wie der hydraulische Durchmesser, die Unregelmäßigkeiten bei seiner Herleitung werden in der Regel nicht sauber benannt. Im Gegenteil wird oftmals suggeriert, als stünden hydraulischer und gleichwertiger Durchmesser theoretisch fundiert nebeneinander. 
Begründung der Definition: In der Lüftungstechnik werden Kanalnetze verwendet, die aus Rohren und Rechteckkanälen mit beliebigen Querschnittsabmessungen in gemischter Weise bestehen. Da nicht unendlich viele Druckverlustdiagramme für alle Kanalquerschnitte erstellt werden konnten, hat man sich in der Regel auf Netzgrafiken oder Tabellen nur für Rohre festgelegt. Hatte man teilstreckenweise die Rohrdurchmesser fixiert, rechnete man auf praktisch geforderte Kanalquerschnitte um. Dabei sollten für jede Teilstrecke weiterhin der Druckverlust und der Volumenstrom unverändert wie im Rohrquerschnitt gelten.